# Torneo ABCS 2011
Il Torneo ABCS 2011 (2011 ABCS Tournament) fu la seconda edizione del Torneo ABCS, competizione calcistica per nazioni caraibiche di lingua olandese. La competizione si svolse in Suriname dal 2 dicembre al 4 dicembre 2011 e vide la partecipazione di quattro squadre: Aruba, Bonaire, Curaçao e Suriname.

## Formula
- Qualificazioni

Nessuna fase di qualificazione. Le squadre sono qualificate direttamente alla fase finale.
- Fase finale

Fase a eliminazione diretta - 4 squadre, giocano partite di sola andata. La vincente si laurea campione.

## Squadre partecipanti
| Pr. | Squadra  | Data di qualificazione certa | Partecipante in quanto                                         | Partecipazioni precedenti al torneo | Ultima presenza |
| --- | -------- | ---------------------------- | -------------------------------------------------------------- | ----------------------------------- | --------------- |
| 1   | Suriname | -                            | Rappresentativa della nazione organizzatrice della fase finale | 1 (2010)                            | Curaçao 2010    |
| 2   | Aruba    | -                            | Qualificata di diritto                                         | 1 (2010)                            | Curaçao 2010    |
| 3   | Bonaire  | -                            | Qualificata di diritto                                         | 1 (2010)                            | Curaçao 2010    |
| 4   | Curaçao  | -                            | Qualificata di diritto                                         | 1 (2010)                            | Curaçao 2010    |

Nella sezione "partecipazioni precedenti al torneo", le date in grassetto indicano che la nazione ha vinto quella edizione del torneo, mentre le date in corsivo indicano la nazione ospitante.

## Fase finale

### Fase a eliminazione diretta

#### Tabellone
|  | Semifinali | Semifinali | Semifinali |       |         | Finale          | Finale          | Finale          |  |
|  |            |            |            |       |         |                 |                 |                 |  |
|  | Curaçao    | Curaçao    | 1          |       |         |                 |                 |                 |  |
|  | Curaçao    | Curaçao    | 1          |       |         |                 |                 |                 |  |
|  | Bonaire    | Bonaire    | 3          |       |         |                 |                 |                 |  |
|  | Bonaire    | Bonaire    | 3          |       | Bonaire | Bonaire         | 2 (4)           |                 |  |
|  |            |            |            |       | Bonaire | Bonaire         | 2 (4)           |                 |  |
|  |            |            | Aruba      | Aruba | 2 (3)   |                 |                 |                 |  |
|  | Suriname   | Suriname   | Aruba      | Aruba | 2 (3)   | 0 (3)           |                 |                 |  |
|  | Suriname   | Suriname   |            |       |         | 0 (3)           |                 |                 |  |
|  | Aruba      | Aruba      | 0 (5)      |       |         | Finale 3º posto | Finale 3º posto | Finale 3º posto |  |
|  | Aruba      | Aruba      | 0 (5)      |       |         |                 |                 |                 |  |
|  |            |            |            |       |         |                 |                 |                 |  |
|  |            |            |            |       |         | Suriname        | Suriname        | 2               |  |
|  |            |            |            |       |         | Suriname        | Suriname        | 2               |  |
|  |            |            |            |       |         | Curaçao         | Curaçao         | 0               |  |

#### Semifinali
| Paramaribo 2 dicembre 2011                                                    | Curaçao   | 1 – 3                              | Bonaire | Dr. Ir. Franklin Essed Stadion |
| \| \| \| \| \| Bito 10’ \| Marcatori \| 25’ Kunst 72’ Calvenhoven 87’ Piar \| |           |                                    |         |                                |
|                                                                               |           |                                    |         |                                |
| Bito 10’                                                                      | Marcatori | 25’ Kunst 72’ Calvenhoven 87’ Piar |         |                                |

| Paramaribo 2 dicembre 2011                   | Suriname             | 0 – 0 | Aruba | Dr. Ir. Franklin Essed Stadion |
| \| \| \| \| \| \| Tiri di rigore 3 – 5 \| \| |                      |       |       |                                |
|                                              |                      |       |       |                                |
|                                              | Tiri di rigore 3 – 5 |       |       |                                |

#### Finale 3º posto
| Paramaribo 4 dicembre 2011                              | Suriname  | 2 – 0 | Curaçao | Dr. Ir. Franklin Essed Stadion |
| \| \| \| \| \| Banetti 46’ Limon 76’ \| Marcatori \| \| |           |       |         |                                |
|                                                         |           |       |         |                                |
| Banetti 46’ Limon 76’                                   | Marcatori |       |         |                                |

#### Finale
| Paramaribo 4 dicembre 2011                                                                                    | Bonaire              | 2 – 2                | Aruba | Dr. Ir. Franklin Essed Stadion |
| \| \| \| \| \| Kunst 34’ Janzen 45+’ \| Marcatori \| 52’ Bergen 76’ Gómez \| \| \| Tiri di rigore 4 – 3 \| \| |                      |                      |       |                                |
| |                      |                      |       |                                |
| Kunst 34’ Janzen 45+’                                                                                         | Marcatori            | 52’ Bergen 76’ Gómez |       |                                |
| | Tiri di rigore 4 – 3 |                      |       |                                |